# Coupe de France masculine de water-polo 2012
Navigation
Coupe de France 2011
L'édition 2012 de la coupe de France de water-polo masculin a lieu du 28 au 30 septembre 2012 à Canet-en-Roussillon, dans les Pyrénées-Orientales.

## Organisation
La coupe de France ouvre la saison 2012-2013 des championnats élite et de national 1, respectivement la première et la deuxième division française.
Si les clubs de l'élite sont directement qualifiés au tour final et deux clubs de national 1 se qualifient par un tour préliminaire organisés entre les clubs de la deuxième division masculine, l'édition 2012 voit l’inscription de seulement six clubs de l’élite sur dix et de deux clubs de national 1 sur douze (les deux promus : le Nautic Club moulinois et le Lyon Olympique universitaire). Le tour préliminaire n’a pas lieu.
Les quatre premiers du championnat élite 2011-2012 sont têtes de série pour les quarts de finale. Un tirage au sort, le 10 septembre 2012 répartit les quatre autres participants. La composition des demi-finales est tirée au sort à l’issue des quarts.
Cette phase finale est jouée dans le bassin olympique Europa du centre de natation Arlette-Franco, à Canet-en-Roussillon, où s'est déroulé le championnat du monde de water-polo masculin des moins de 19 ans du 2 au 9 septembre précédent.

## Phase à élimination directe
À la suite du forfait du Nautic Club moulinois, le Cercle des nageurs de Marseille est directement qualifié pour les demi-finales.
| Date n°          |                                 | Score  |                                   | Quarts-temps          |
| ---------------- | ------------------------------- | ------ | --------------------------------- | --------------------- |
| Quarts de finale |                                 |        |                                   |                       |
| 28 septembre     | Cercle des nageurs de Marseille | -      | Nautic Club moulinois (forfait)   | - ; -                 |
| 28 septembre     | Olympic Nice natation           | 17 - 8 | Lyon Olympique universitaire      | 4-1 ; 5-3 ; 4-2       |
| 28 septembre     | Dauphins FC Sète                | 12 - 8 | Cercle des nageurs noiséens       | 4-2 ; 3-1 ; 3-2 ; 2-3 |
| 28 septembre     | Montpellier Water-Polo          | 10 - 7 | Société de natation de Strasbourg | 3-1 ; 2-3 ; 2-1 ; 3-2 |
| Demi-finales     |                                 |        |                                   |                       |
| 29 septembre     | Cercle des nageurs de Marseille | 11 - 6 | Montpellier Water-Polo            | 3-1 ; 1-2 ; 5-2 ; 2-1 |
| 29 septembre     | Dauphins FC Sète                | 6 - 5  | Olympic Nice natation             | 1-4 ; 3-1 ; 2-0 ; 0-0 |
| Finale           |                                 |        |                                   |                       |
| 30 septembre     | Cercle des nageurs de Marseille | 17 - 5 | Dauphins FC Sète                  | 4-1 ; 3-1 ; 5-1 ; 5-2 |

## Classement final
Classement de la compétition après la phase finale et les matches de classement.
| Rang | Équipes               |
| ---- | --------------------- |
| 1    | CN Marseille          |
| 2    | DFC Sète              |
| 3    | Montpellier WP        |
| 4    | Olympic Nice Natation |
| 5    | SN Strasbourg         |
| 6    | CN Noisy              |
| 7    | Lyon OU               |